# Слобода-Гулівська
Слобода́-Гулі́вська — село в Україні, у Барській міській громаді Жмеринського району Вінницької області.

## Географія
У селі бере початок річка Теребиж, права притока Жвану.

## Історія
Перші згадки про існування поселення, на сучасному місці села, датуються серединою XIX ст. За переказами поселення заснували 13 господарів, які перейшли із навколишніх сіл.
Під час другого голодомору у 1932–1933 роках, проведеного радянською владою, загинуло 14 осіб.
12 червня 2020 року, відповідно до Розпорядження Кабінету Міністрів України № 707-р «Про визначення адміністративних центрів та затвердження територій територіальних громад Вінницької області», увійшло до складу Барської міської громади.
19 липня 2020 року, в результаті адміністративно-територіальної реформи та ліквідації Барського району, село увійшло до складу Жмеринського району.

## Населення

### Мова
Розподіл населення за рідною мовою за даними перепису 2001 року:
| Мова            | Відсоток |
| --------------- | -------- |
| українська      | 98,26%   |
| російська       | 1,74%    |
| інші/не вказали | 0,12%    |

## Пам'ятки
У селі є пам'ятки:
- Пам'ятник 26 воїнам-односельцям, загиблим на фронтах Другої світової війни[5], споруджений 1967 року. Пам'ятка розташована біля сільського клубу.

## Відомі уродженці
- Лукашов Василь Самійлович (1944) — український товарознавець, кандидат технічних наук, доцент кафедри книгознавства та комерційної діяльності Української академії друкарства.